# خدای عشق ۲
خدای عشق ۲ (به تلگو: Manmadhudu 2) یا کوپیدو ۲ (به انگلیسی: Cupid 2) فیلمی هندی محصول سال ۲۰۱۹ و به کارگردانی راهول راویندران است. در این فیلم بازیگرانی همچون آکینی ناگرجونا، راکول پریت سینگ، لاکشمی، دوادارشینی، سامانتا روت پرابو، کرتی سورش و سودهانشو پاندی ایفای نقش کرده‌اند. این فیلم دنباله فیلم خدای عشق است. همچنین این فیلم بر اساس فیلم دستت را به من بده ساخته شده‌است.